# Rosa hissarica
Rosa hissarica là loài thực vật có hoa trong họ Hoa hồng. Loài này được Slob. miêu tả khoa học đầu tiên.